# Мехди Нафти
Мехди Нафти (Тулуза, 28. новембар 1978) бивши је туниски фудбалер који је играо на позицији везног играча. Тренутно ради као тренер Видада.
Наступао је за репрезентацију Туниса на Светском првенству у фудбалу 2006. у Немачкој. 